# Йохан (Мюнстерберг-Оелс)
Вижте пояснителната страница за други личности с името Йохан.
Йохан фон Мюнстерберг (на немски: Johann von Münsterberg; Johann von Podiebrad; Johann von Münsterberg-Oels; Johann von Münsterberg-Bernstadt; на чешки: Hanuš z Minstrberka; * 4 ноември 1509, Оелс; † 28 февруари 1565, Оелс) от бохемския род Подебради, е херцог на Мюнстерберг, херцог на Оелс (1542 – 1565) и Бернщат (1548 – 1565). Освен това той има титлата граф на Глац/Клодзко.

## Биография
Той е син на Карл I фон Мюнстерберг-Оелс (1476 – 1536) и Анна (1480/1483 – 1541), дъщеря на херцог Йохан II фон Саган.
Йохан се жени на 20 февруари 1536 г. за Христина Катарина фон Шидловитц (Krystina Katarzyna Szydlowiecka; 1519 – 1556). Баща му умира същата година и Йохан управлява първо заедно с братята си Йоахим, Хайнрих II и Георг II. През 1542 г. братята залагат задълженото Херцогство Мюнстерберг на техния чичо херцог Фридрих II от Легница. Същата година останалите собствености се разделят: Хайнрих II получава Херцогство Бернщат, Йоахим, най-възрастният брат, трябва да стане епископ на Бранденбург. Йохан продължава управлението в херцогство Оелс. От 1559 г. той управлява отново Херцогство Мюнстерберг.
Йохан се жени втори път на 8 септември 1561 г. за принцеса Маргарета фон Брауншвайг-Волфенбютел (1516 или 1517 – 1580), дъщеря на херцог Хайнрих II фон Брауншвайг-Волфенбютел. Бракът е бездетен.
След смъртта му през 1565 г. херцог на Мюнстербер става единственият му син от първия брак Карл Христоф (умира през 1569 г. на 24 години). Херцогството Оелс наследява племенникът му Карл II, херцогството Бернщат получава неговият брат Хайнрих III, което продава през 1574 г.